# لا فيكتوريا (قرطبة)
بلدية لا فيكتوريا (بالإسبانية: La Victoria)‏، هي إحدى بلديات مقاطعة قرطبة إحدى مقاطعات إسبانيا، و التي تقع في منطقة الأندلس جنوب إسبانيا.
يبلغ عدد سكانها 1.981 نسمة وفقاً لإحصائية سنة (2007).